# Aulonocara hansbaenschi
Espèce
Statut de conservation UICN

 VU D2 : Vulnérable
Aulonocara hansbaenschi, le Cichlidé empereur[réf. nécessaire], est une espèce de poissons d'eau douce de la famille des Cichlidae endémique du lac Malawi en Afrique.

## Noms vernaculaires
Cette espèce de poissons porte les noms vernaculaires suivants :
- Aulonocara Fort Maguire, Aulonocara red flush ou Malawi peacock, en anglais, au Malawi ;
- Chisawasawa, en nyanja, au Malawi ;
- Firebird cichlid, en anglais, aux Philippines ;
- Kaiserbuntbarsch ou Aulonocara "Red flush", en allemand, en Allemagne ;
- Kuparikeisariahven, en finnois, en Finlande ;
- Mdinyamuboro, en tumbuka, au Malawi.

## Description
Aulonocara hansbaenschi mesure au maximum 84 mm, queue non comprise. Les mâles sont nettement plus colorés et de plus grande taille que les femelles qui présentent une coloration terne, brune, grise ou argentée[réf. nécessaire].

## Aquariophilie

### Reproduction
Cette espèce est une incubatrice buccale maternelle. Les femelles gardent les œufs, les larves puis les alevins pendant environ trois semaines, en les protégeant dans leur gueule (sans manger ou en filtrant très légèrement les micro-détritus). Les mâles peuvent se montrer très insistants dès les premières maturités sexuelles des femelles, il préférable de maintenir cette espèce en groupes de plusieurs individus, de manière à diviser l'agressivité d'un mâle dominant sur plusieurs individus.

### Alimentation
Une alimentation à base de vers rouges ou vers de vase est fortement déconseillée.

### Maintenance
Comme la plupart des espèces de poissons du lac Malawi une température comprise entre 22 et 26 °C est nécessaire pour une bonne maintenance. Il est impératif de maintenir cette espèce, comme toutes celles du genre Aulonocara, seule ou en compagnie de poissons d'autres genres, mais de provenance similaire (lac Malawi).

### Croisement, hybridation, sélection
Le commerce aquariophile a vu apparaitre des spécimens en provenance d'Asie artificiellement colorés ou albinos à la suite de sélections, hybridations ou d'autres procédés divers de laboratoire. Avec pour résultat des individus moins viables que ceux issus de souches naturelles.

## Statut
Cette espèce de Cichlidae est classé Vulnérable (VU) sur la liste rouge des espèces menacées IUCN du fait de sa zone de répartition restreinte au lac Malawi, où elle n'est connue qu'en quatre endroits différents, localisés autour de Masinje, Fort Maguire, Mara Point et l'ile de Thumbi West (Thumbi West Island).

## Systématique
Le nom valide complet (avec auteur) de ce taxon est Aulonocara hansbaenschi Meyer (d), Riehl (d) & Zetzsche (d), 1987,.

## Étymologie
Son nom spécifique, hansbaenschi, lui a été donné en l'honneur de Hans Albrecht Baensch (de) (1941-2016), auteur, éditeur et aquariophile allemand.

## Publication originale
- (en) M. K. Meyer, R. Riehl et H. Zetzsche, « A revision of the cichlid fishes of the genus Aulonocara Regan, 1922 from Lake Malawi, with descriptions of six new species (Pisces, Perciformes, Cichlidae) », Courier ForschungsInstitut Senckenberg, Allemagne, vol. 94,‎ 1er juillet 1987, p. 7-53 (ISSN 0341-4116, lire en ligne).